# Junta de l'Armament de Girona
La Junta de l'Armament de Girona o Junta de l'Armament General de Girona va ser un òrgan de caràcter militar creat per fer front a l'exèrcit francès durant la Guerra Gran (1793-1795) mitjançant la creació d'un cos de miquelets. La Guerra Gran va enfrontar el regne d'Espanya i la recent constituïda República de França.

## Història
Després del fracàs de l'exèrcit regular durant la Guerra Gran, que va comportar la invasió de part del corregiment de Girona pels francesos, i l'abandonament en què el govern espanyol havia deixat Catalunya, es va convocar una assemblea a Barcelona el desembre de 1794. L'assemblea fou presidida pel capità general José de Urrutia. I el seu objectiu era organitzar la defensa militar de Catalunya i, en certa manera, el seu govern. Finalment, el 5 de febrer de 1795 Carles IV va aprovar un pla per crear juntes d'armament en cadascun dels corregiments i partits de Catalunya, a fi de mobilitzar un cos de miquelets per lluitar contra l'exèrcit francès i alhora recaptar un impost extraordinari que pogués finançar la contesa. El comandament dels miquelets fou encomanat a Joan Miquel de Vives.
L'assemblea de Barcelona no aconseguí convertir-se en una Junta que governés la província, però la que es constituí al corregiment de Girona va tenir un paper hegemònic i dirigí la resistència durant la resta del conflicte.
La Junta de l'Armament General de Girona va ser l'encarregada de formar el llistat d'homes útils per a la guerra i recaptar una contribució extraordinària per finançar posteriorment els terços de miquelets, els quals s'allistaven de forma voluntària. A més, des les oficines dels sergents majors es portava a terme la gestió econòmica i militar dels terços: s'efectuaven allistaments i revistes dels terços, es registraven les altes i baixes ocasionades per la guerra i es pagaven les soldades i despeses dels miquelets.
Una vegada signat el Tractat de Basilea, el juliol de 1795, que posava fi a la guerra entre la monarquia espanyola i la república francesa, les estructures militars resultants d'aquest pla van ser totalment desmantellades. Tanmateix, l'activitat de la Junta de Girona no va cessar fins 1799, perquè en representació del corregiment va encapçalar un procés per reclamar la condonació del deute pendent de la contribució extraordinària, atès l'esforç fiscal i humà suportat pel corregiment durant el conflicte bèl·lic.

## El fons documental
El fons documental de la Junta de l'Armament General de Girona es conserva a l'Arxiu Municipal de Girona. Un ofici del capità general de Catalunya, de 20 de setembre de 1795, va ordenar als comandants dels terços de Girona i de Besalú trametre tota la seva documentació a la Junta de Girona i aquesta, una vegada dissolta, a l'arxiu de la ciutat, on va ingressar el 1799. El fons també inclou documentació de la Junta de l'Armament de Besalú.
La documentació referida als allistaments, on es classifiquen els homes en funció del grup social i de la seva riquesa constitueixen una mena de radiografia de la societat gironina de final del segle xviii.